# Фінзінг
Фінзінг (нім. Finsing) — громада в Німеччині, розташована в землі Баварія. Підпорядковується адміністративному округу Верхня Баварія. Входить до складу району Ердінг.
Площа — 23,17 км2. Населення становить 4760 ос. (станом на 31 грудня 2020).